# Temple d'Anahita
Plusieurs temples dédiés à la déesse Anahita peuvent être visités en Iran, les deux principaux sont situés à Kangavar, et Kazerun sur le site de l'antique cité sassanide de Bishapour.

## Le temple d'Anahita à Kangavar
C'est le plus grand ensemble architectural d'Iran dédié au culte de la déesse. Situé sur une hauteur schisteuse à mi-chemin de Hamadan et Kermanshah, surplombant la plaine de Kangavar, le temple d'Anahita a été érigé sur un site de 4,6 ha. À l'instar d'autres constructions monumentales perses comme Persépolis, le temple est construit sur une plateforme surélevée. 
Le géographe grec Isidore de Charax mentionne pour la première fois le temple d'Anahita à Kangavar comme "temple d'Artémis" au Ier siècle. Entre le IXe et le XIVe siècle, des géographes et historiens arabes visitent le temple et consignent leurs observations : Muhammad de Tus, Abou Doulaf, et Yaqout al-Hamawi. En 1840 les Français Eugène Flandin, et Pascal Coste visitent et étudient le site, en fournissent un descriptif détaillé, notant en particulier son étendue sur une aire carrée de 200 × 200 m. En 1968 une équipe archéologique iranienne entreprend des fouilles et étend le périmètre du temple sur une zone rectangulaire de 230 sur 210 m. Le point culminant du site est à l'angle nord-est, à hauteur de 32 m. D'autres fouilles révèlent l'existence de piliers extérieurs dont la hauteur approximative était de 35,4 m le long des murs ouest, est et sud. Il faudra attendre de nouvelles fouilles en 1995, pour dégager complètement le mur nord. Un escalier monumental de 1,48 m de haut et ressemblant à celui de Persépolis se trouve sur la façade sud, représentait l'entrée principale du temple. 26 marches en ont été préservées mesurant 41,5 cm de large, 12 cm de haut, et 32 cm de profondeur. Cependant, d'autres escaliers sur la section nord-est du mur est suggèrent l'existence d'autres entrées. La partie centrale du temple abrite un mur bien conservé mesurant 94 m de long, et 9 m de haut, courant de la façade est à la façade ouest du temple. Un canal a été découvert à la partie nord, ayant pu servir à l'adduction d'eau pour fins rituelles.
Les pierres utilisées pour la construction du temple proviennent de plusieurs carrières, les plus anciennement connues étant situées à Chehel Maran, Soltanababad, et Helal-e Ahmar. Mais de nouvelles carrières ayant servi à la construction du temple ont été mises au jour en 2005 dans le jardin national de Kangavar, à Qureh-Jin, Shahrak-e Vali-e Asr, et Allah-Daneh. Une première taille était réalisée sur place, puis les blocs étaient acheminés sur le site du temple où ils subissaient une dernière taille plus fine ainsi qu'un polissage. 
Les origines du site remontent à la période parthe, comme l'attestent de multiples tombes, pièces de poterie et pierres ouvragées retrouvées sur place. La plupart des tombes se trouvent sur le versant est, et se subdivisent en 3 groupes. Le premier date de la période parthe entre -100 et +100, les corps y sont placés sur le dos dans des fosses taillées dans le roc, tête tournée vers le temple, et parfois main gauche placée sur la poitrine, possiblement en signe de respect. Certaines de ces sépultures contenaient des pièces de monnaie frappées sous les règnes de Phraatès Ier ou Orodes III placées sous la tête du défunt. Les tombes du 2e groupe sont plus tardives, datant du Ier siècle apr. J.-C. Les corps y sont placés dans des sarcophages de céramique insérés dans des cavités rocheuses et couverts de dalles en terre cuite ou pierre de chaux. Les faces des défunts sont également tournées vers le temple. Les tombes du dernier groupe prennent la forme de jarres également déposées dans des cavités rocheuses, couvertes par des dalles de pierre, le défunt faisant également face au temple. 
Le temple continua d'être utilisé pendant la période sassanide, comme l'attestent les traces de restaurations de nombreuses parties du temple portant la signature des techniques en vigueur à cette période.
Des traces d'occupation continue Seldjoukides, Safavides, Qadjares et de passage de tribus nomades ont également été trouvées, attestant d'une occupation quasi continue durant ces périodes.

## Le temple d'Anahita à Kazerun
Localisation : 29° 46′ 36″ N, 51° 34′ 19″ E
Situé dans l'antique cité sassanide de Bishapour, à 12 km de Kazerun, province de Fars, Iran, le temple d'Anahita est remarquablement conservé.
Le temple est sur un niveau plus bas que le palais ; on y accède par un escalier couvert d'une voûte en berceau très bien conservée. Il est bâti selon le plan iranien typique : une pièce carrée dont chaque mur est percé de portes ouvrant chacune sur un corridor. Les murs sont remplis de gravats, couverts de larges pierres finement polies maintenues par des crampons d'acier. Ils atteignaient environ 15 m.
La pièce centrale est entièrement occupée par un bassin aujourd'hui à sec, qui était alimenté par un réseau complexe de canaux encore en l'état, suivant le corridor. Les flots entrant et sortant du temple, ainsi que le niveau de réplétion du bassin étaient réglés par l'insertion de panneaux dont on peut encore voir les ornières situées à chaque porte.
L'eau provenait de la rivière Shapur rud, était amenée au temple par un aqueduc, sa circulation était facilitée par la déclivité, le temple étant sous le niveau du sol. 
Le toit n'était pas une coupole (ce n'est donc pas un chahar taq) ; il était plat, maintenu par des poutres reposant sur 4 protomes de taureaux, autre rappel de Persépolis, disposés par paires se faisant face. Les protomes sont sur la façade principale, tournés vers l'extérieur ; deux d'entre eux sont encore en place, un autre, mieux conservé, est visible à quelques mètres du temple. 
Le réseau de canalisations et le bassin semblent indiquer qu'un culte de l'eau avait lieu dans ce temple. Toutefois dans un bâtiment islamique voisin a été retrouvé un autel du feu composé d'un socle, d'une colonne basse et d'une table carrée, dont on peut également émettre l'hypothèse qu'il provient du temple, 

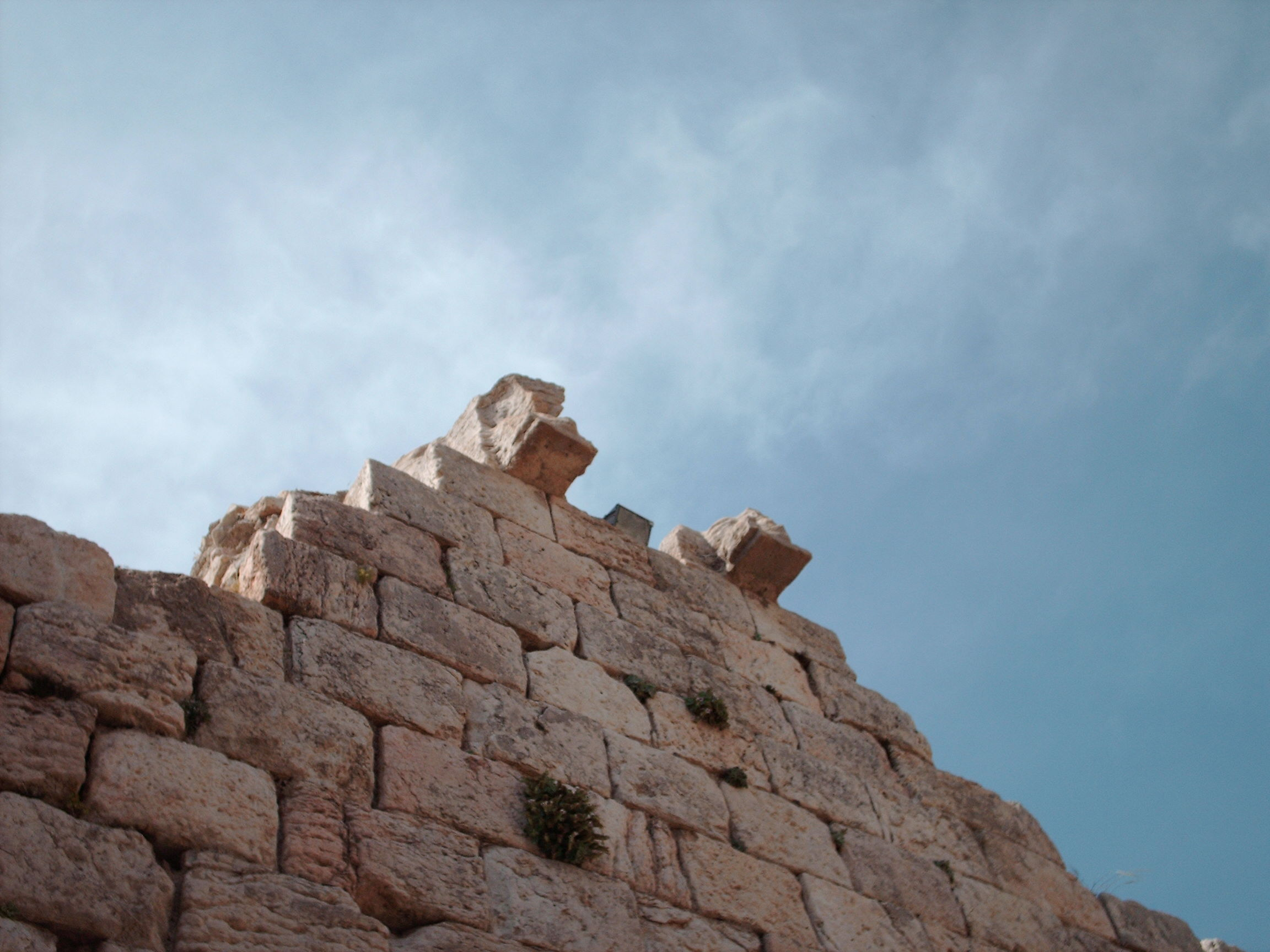
2 protomes restent en place
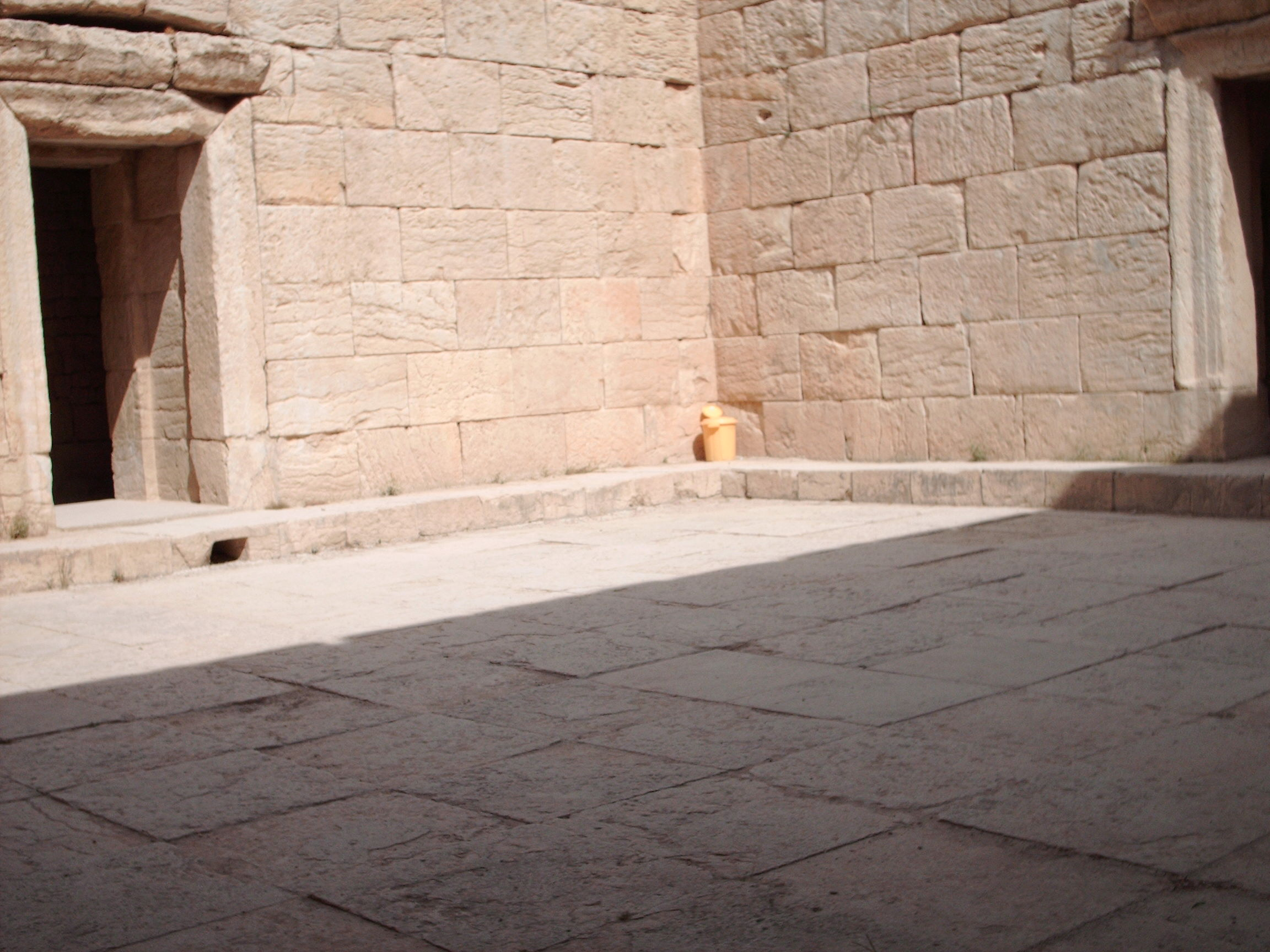
Bassin occupant la pièce centrale
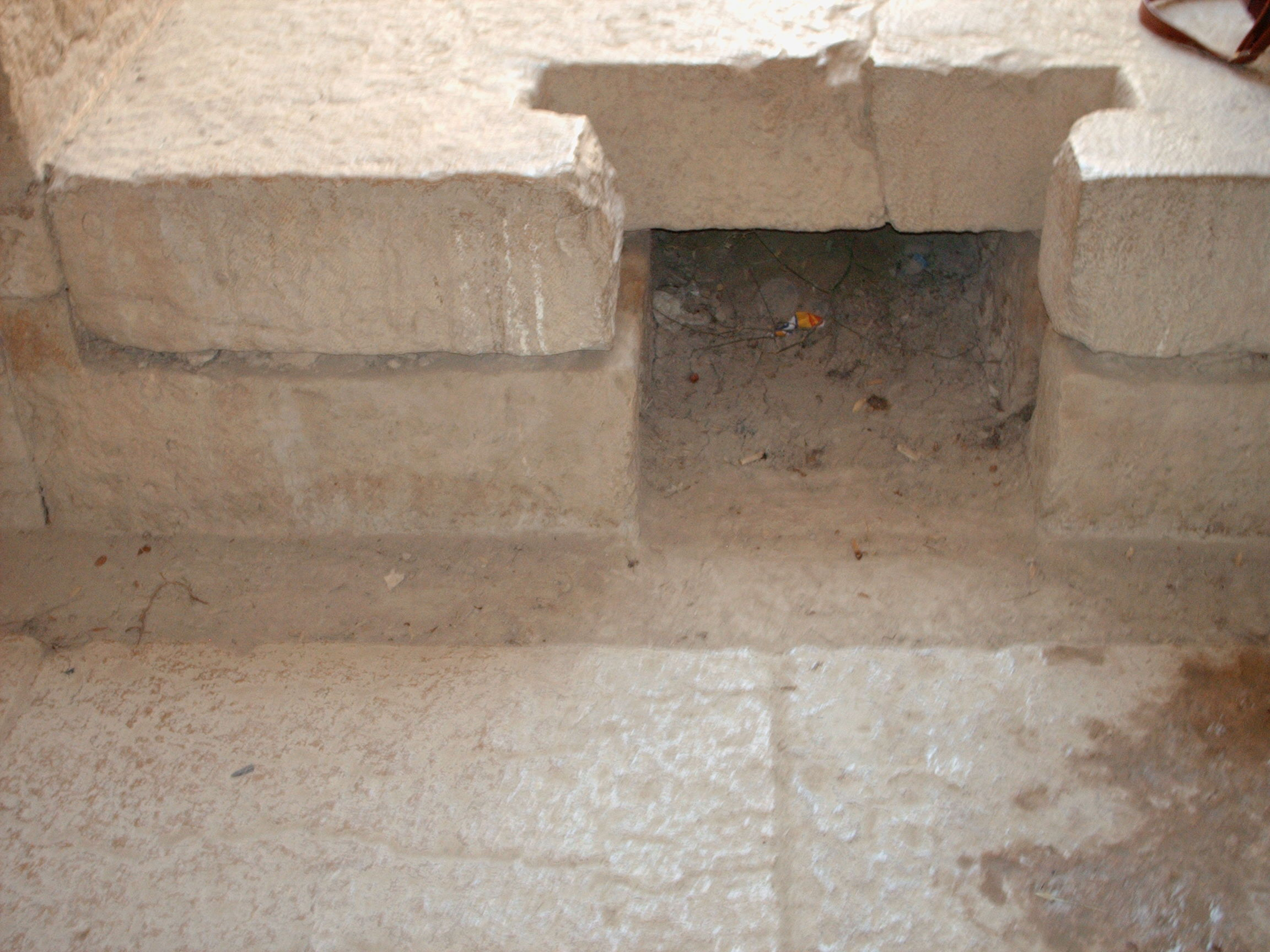
Ornière d'une vanne contrôlant le flux d'eau

Ce temple est donc généralement admis comme étant dédié à Anahita ; mais d'autres hypothèses ont été émises, comme un temple de Mithra, symbolisé par les taureaux, voire un Temple du feu, ce qui est peu probable en raison de l'architecture.